# Cèdre Katambayi
Cèdre Katambayi, est un artiste musicien chretien de la république démocratique du Congo, marié, parolier, et chantre de la musique gospel.

## Parcours
Cèdre se fait connaître surtout grâce à la sortie de l'une de ses chansons intitulée : "Emmanuel", qui atteint à peu près 1.000.000 de vues sur YouTube après son lancement. Ainsi, il se fait peu après populaire dans son pays la République démocratique du Congo, ainsi que dans le reste du continent africain.
En 2012, il sort son tout premier album nommé "Tendre ami" qui comprend neuf titres dont : Emmanuel la chanson phare, un jour je sais, apprends-moi, tendre ami, et les autres font partie.
Depuis 2015, il est l'initiateur d'une célébration chrétienne (concert) dénommée "Dieu est fidèle" en compagnie d'un groupe d'adoration appelé : Les Archanges.

## Discographie

### Albums
- 2012 : Tendre ami[3]
- 2016 : Moi, je le sais (single)
- 2024 : Fidèle[3]